# رايون سبورتس
نادي رايون سبورتس هو نادي كرة قدم من رواندا. يلعب حاليًا في البطولة الوطنية الرواندية الممتازة.

## الإنجازات
- البطولة الوطنية الرواندية الممتازة: 7

1975, 1981, 1997, 1998, 2002, 2004, 2013
- كأس رواندا: 8

1976, 1979, 1982, 1989, 1993, 1995, 1998, 2005
- كأس سيكافا للأندية: 1

1998

## المشاركة في البطولات الأفريقية
- دوري أبطال أفريقيا: 5 مشاركات

1998 - الدور الأول
1999 - الدور الثاني
2001 - الدور التمهيدي
2003 - الدور الأول
2005 - الدور التمهيدي
- كأس أفريقيا للأندية الأبطال: مشاركة واحدة

1982: الدور التمهيدي
- كأس الاتحاد الكونفدرالي الأفريقي: مشاركتين

2006 - الدور الأول
2008 - الدور الأول
- كأس الاتحاد الأفريقي للأندية: مشاركتين

1993 - الدور التمهيدي
2002 - ربع النهائي
- كأس إفريقيا للأندية الفائزة بالكؤوس: 4 مشاركات

1990 - الدور الأول
1994 - الدور الثاني
1996 - الدور الأول
2000 - الدور الثاني

## روابط خارجية
- الموقع الرسمي